# Rio Cuinarana
Rio Cuinarana är ett vattendrag i Brasilien.   Det ligger i delstaten Pará, i den nordöstra delen av landet, 1 700 km norr om huvudstaden Brasília.
Trakten runt Rio Cuinarana består huvudsakligen av våtmarker. Runt Rio Cuinarana är det glesbefolkat, med 18 invånare per kvadratkilometer.